# Chiesa dei Santi Giacomo e Cristoforo (Cerro al Lambro)
La chiesa dei Santi Giacomo e Cristoforo, o anche solo chiesa di San Giacomo, è la parrocchiale di Cerro al Lambro, in città metropolitana di Milano e diocesi di Lodi; fa parte del vicariato di Lodi Vecchio-San Martino in Strada.

## Storia
Forse a Cerro esisteva una cappella già nell'Alto Medioevo, filiale della pieve di Bascapè, anche se la prima citazione che ne certifica l'esistenza risale alla fine del XIV secolo.
Nel 1576 monsignor Angelo Peruzzi, durante la sua visita apostolica, trovò che la parrocchia cerrese era inserita nel vicariato di Vidigulfo; nel 1583 i fedeli ammontavano a 300, mentre nel 1704 risultavano saliti a 500.
La chiesa, ricostruita nel Cinquecento, venne rimaneggiata nel XVII-XVIII secolo e in quel periodo si provvide anche a realizzare la nuova facciata.
Il 1º gennaio 1882 la parrocchia passò dalla diocesi di Pavia a quella di Lodi, come stabilito dall'accordo preso l'anno precedente dal vescovo laudense Domenico Maria Gelmini con quello pavese Agostino Gaetano Riboldi.

## Descrizione

### Esterno
La facciata a capanna della chiesa, rivolta a sudovest e preceduta dal portico poggiante su quattro colonne tuscaniche, è scandita da lesene sorreggenti il timpano di forma triangolare e presenta al centro il portale d'ingresso e, sopra, un grande dipinto raffigurante una scena sacra.

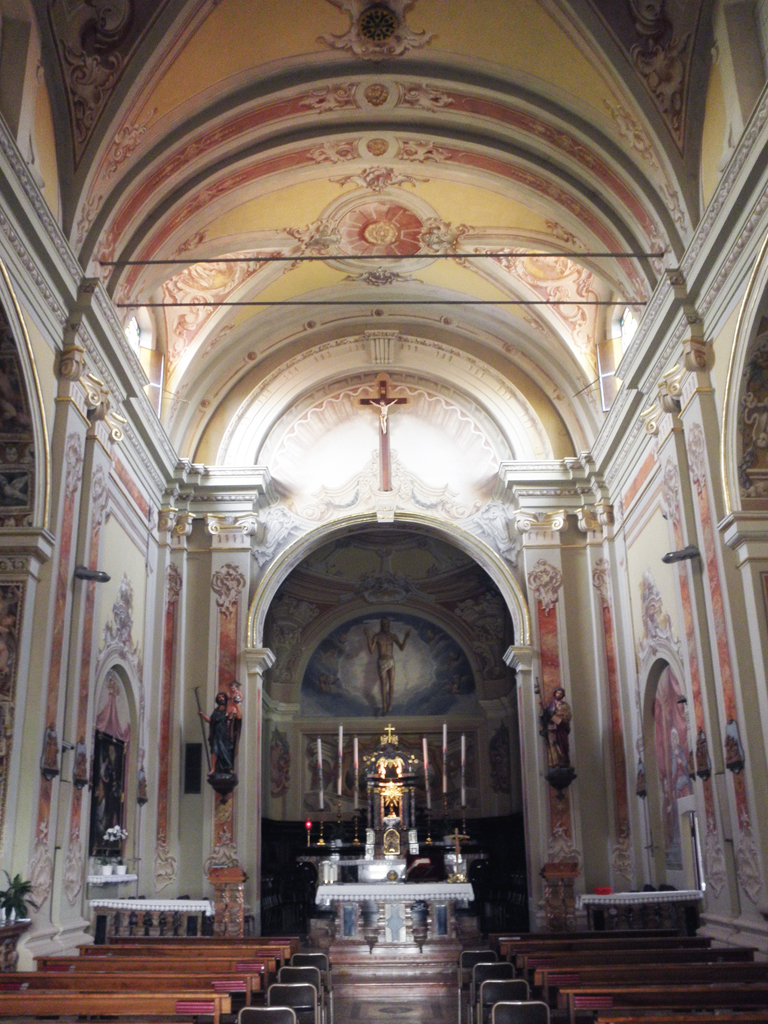
L'interno

Vicino alla parrocchiale sorge il campanile a base quadrata, la cui cella presenta su ogni lato una monofora affiancata da paraste ed è coronata dalla cupoletta poggiante sul tamburo ottagonale. 

### Interno
L'interno dell'edificio si compone di un'unica navata, sulla quale si affacciano le cappelle laterali e le cui pareti sono scandite da lesene d'ordine ionico sorreggenti il cornicione modanato sopra il quale s'imposta la volta; al termine dell'aula; al termine dell'aula si sviluppa il presbiterio, rialzato di alcuni gradini, ospitante l'altare maggiore e chiuso dalla parete di fondo piatta.